# Supercoppa spagnola 2014 (pallavolo maschile)
La Supercoppa spagnola 2014 si è svolta il 4 ottobre 2014: al torneo hanno partecipato due squadre di club spagnole e la vittoria finale è andata per la quarta volta, la terza consecutiva, al Teruel.

## Regolamento
Le squadre hanno disputato una gara unica.

## Squadre partecipanti
| Squadra | Qualificazione                  | Ultima partecipazione    |
| ------- | ------------------------------- | ------------------------ |
| Almería | Vincitrice Coppa del Re 2013-14 | Supercoppa spagnola 2013 |
| Teruel  | Vincitrice SVM 2013-14          | Supercoppa spagnola 2013 |

## Torneo
| 4 ottobre 2014 Polideportivo El Parque, Albacete Durata: 1h:21 - Spettatori: 1 000 | Teruel | 3 - 0 | Almería | 25-20, 25-22, 25-18 |